# Icklingham
Icklingham is een civil parish in het bestuurlijke gebied Forest Heath, in het Engelse graafschap Suffolk.

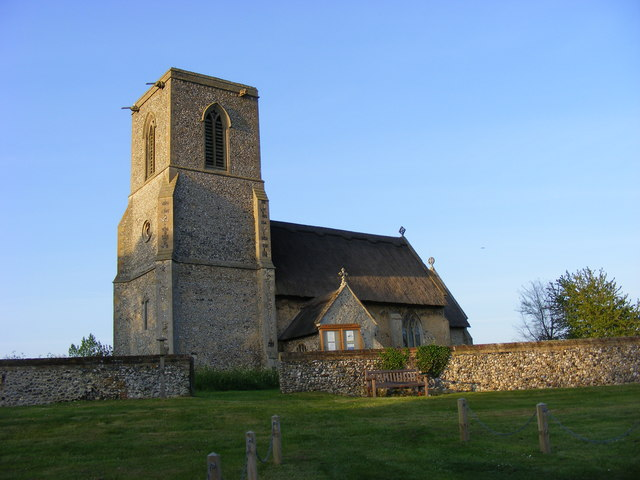
Church of All Saints